# Anasztaszija Alekszandrovna Kapacsinszkaja
Anasztaszija Alekszandrovna Kapacsinszkaja (oroszul: Анастасия Александровна Капачинская; Moszkva, 1979. november 20. –) olimpiai ezüstérmes orosz atlétanő, futó.
Négy érmet jegyez a szabadtéri világbajnokságról. 2003-ban Párizsban bajnok lett kétszáz méteren, valamint tagja volt hazája ezüstérmes, négyszer négyszázas váltójának. További két alkalommal, 2001-ben Edmontonban és 2009-ben Berlinben végzett harmadikként a négyszer négyszázas váltóban.
A pekingi olimpián ezüstérmes lett az orosz váltóval, valamint ötödikként zárt a négyszáz méter döntőjében.

## Egyéni legjobbjai
Szabadtér
- 200 méter - 22,38
- 300 méter - 36,61
- 400 méter - 49,97

Fedett pálya
- 200 méter - 22,59
- 300 méter - 37,94
- 400 méter - 52,10